# Seventh Records
Seventh Records est un label musical français, créé en 1986 par Stella Vander et Francis Linon, respectivement chanteuse et ingénieur du son au sein du groupe Magma, dans le but de promouvoir essentiellement la musique de Christian Vander.

## Historique
Les premiers disques de Magma ont été édités par des labels importants : Philips Records, Barclay Records, A&M Records… mais dans des conditions ne satisfaisant pas les musiciens, notamment Christian Vander, tant au niveau de la liberté de création que, plus prosaïquement, de l'aspect financier. La goutte d’eau sera la sortie de l’album Merci (produit avec l’aide d’Yves Chamberland, alors patron du studio Davout) pour lequel Magma ne touchera pas un centime de royalties. 
À l'époque, Francis Linon dirige une société dans l’audio professionnel, Cyborg, laquelle fournit une partie de l'infrastructure nécessaire pour démarrer. Une structure totalement autonome est créée en décembre 1990. 
La première publication du label est le double-album (vinyle) de Offering, Offering I-II (référence A1-A2), la suivante l'album To Love de Christian Vander (réf. A3). Suivent ensuite la réédition en CD des premiers albums de Magma (série REX), la publication de concerts anciens de Magma (série AKT) et celle d'artistes proches de la galaxie Magma : Stella Vander, Simon Goubert, Patrick Gauthier, Jean-Luc Chevalier, Pierre-Michel Sivadier, Emmanuel Borghi…

## Catalogue

### Série A
- A1-A2 : Offering - Offering I-II (1986)
- A3 : Christian Vander - To Love (1988)
- A4 : Christian Vander - Jour Après Jour (1988)
- A5-A6 : Offering - Offering III-IV (1990)
- A7 : Simon Goubert - Haïti (1990)
- A8 : Stella Vander - D'Epreuves d'Amour (1991)
- A9 : Offering - A Fïïeh (1993)
- A10 : Christian Vander - 65 ! (1993)
- A11 : Patrick Gauthier - Sur les Flots Verticaux (1993)
- A12 : Simon Goubert - Couleurs de Peaux (1993)
- A13 : Jean-Luc Chevalier - Km 5 à Bangui (1994)
- A14 : Christian Vander - A Tous les Enfants (1995)
- A15 : Sophia Domancich - L'Année des 13 Lunes (1995)
- A16 : Pierre-Michel Sivadier - D'Amour Fou d'Amour (1995)
- A17 : Pierre-Michel Sivadier - D'Amour Fou d'Amour (single) (1995)
- A18 : Simon Goubert - L'Encierro (1995)
- A19 : Christian Vander - Welcome (1995)
- A20 : Patrick Gauthier - Le Morse (1996)
- A21 : Jean-Luc Chevalier - Hommage à Jaco (1996)
- A22 : Emmanuel Borghi - Anecdotes (1996)
- A23 : Collectif Mu - Live au Crescent (1996)
- A24 : Collectif Mu - Don Quichotte (1997)
- A25 : Simon Goubert - Le Phare des Pierres Noires (1997)
- A26 : Magma - Floë Essi / Ektah (single) (1998)
- A27 : Laurent Fickelson - Under the Sixth (1998)
- A28 : Christian Vander Quartet - Au Sunset (1999)
- A29-A30-A31 : Magma - Theusz Hamtaahk : Trilogie (2001)
- A32 : Simon Goubert - Désormais (2001)
- A33 :
- A34 : K.A
- A35 : Ëmëhntëhtt-Rê
- A36 : Christian Vander - John Coltrane l'homme suprême
- A37 : Félicité Thösz
- A38 :
- A39 :
- A40 : Zëss
- A41 : Kãrtëhl

### Série REX
Tous les disques sont de Magma sauf indication contraire.
- REX 1 : ???
- REX 2 : Simples
- REX 3 : Merci
- REX 4-5 : Kobaïa
- REX 6 : 1001° centigrades
- REX 7 : Mekanïk Destruktïw Kommandöh
- REX 8 : Köhntarkösz
- REX 9 : Ẁurdah Ïtah
- REX 10-11 : Live / Hhaï
- REX 12 : Üdü Ẁüdü
- REX 13 : Attahk
- REX 14 : Mythes & Légendes
- REX 15 : Retrospektïẁ III
- REX 16-17 : Retrospektïẁ I-II
- REX 18 : Bébé Godzilla (Patrick Gauthier)
- REX 19 : Inédits
- REX 20 : Kompila
- REX 21 : Offering - Coffret 4 CD (Offering)

### Série AKT
Tous les disques sont de Magma sauf indication contraire.
- AKT 1 : Les Voix de Magma
- AKT 2 : Sons (Vander, Top, Blasquiz, Garber)
- AKT 3 : Les Voyages de Christophe Colomb (Christian Vander)
- AKT 4 : Théâtre du Taur, Concert 1975
- AKT 5 : Concert Bobino 1981
- AKT 6 : Concert Bobino 1981 (vidéo)
- AKT 7 : Baba Yaga (Quand les enfants chantent Christian Vander)
- AKT 8 : Concert 1971, Bruxelles : Théâtre 140
- AKT 9 : Concert 1976, Opéra de Reims
- AKT 10 : Mekanïk Kommandöh
- AKT 11 : Paris Théâtre Dejazet 1987 (Offering)
- AKT 12 : It Was a Very Good Night (Michel Graillier, Alby Cullaz, Simon Goubert)
- AKT 13 : BBC 1974
- AKT 14 : Korusz (Christian Vander)
- AKT 15 : Bourges 1979
- AKT 16 : Antibes 1983 (Alien : Vander, Graillier, Cullaz)
- AKT 17 : Passage du Nord-Ouest (Stella Vander)
- AKT 18 : Marquee Club
- AKT 19 : ESKÄHL 2020 (Bordeaux - Toulouse - Perpignan)